# Государственный переворот в Судане (1989)
Государственный переворот 1989 года в Судане — путч, проведённый полковником Омаром Хасаном аль-Баширом, в результате которого было свергнуто правительство премьер-министра Садыка аль-Махди.

## История

### Предпосылки
Судан с 1983 года был вовлечён в кровавую гражданскую войну, в результате которой погибли сотни тысяч человек. Между армией и премьер-министром возникла напряжённость из-за этой войны и плохого состояния экономики. В апреле 1985 года в Судане военные свергли президента Нимейри. В 1986 году в Судане прошли многопартийные выборы.
В феврале 1989 года группа офицеров армии Судана выдвинула ультиматум премьер-министру, требуя либо прекратить гражданскую войну, либо делегировать военные возможности армии, чтобы положить конец войне.
Утверждалось также, что переворот вызван решением премьер-министра Садыка аль-Махди задержать 18 июня 1989 группы из 14 воинских должностных лиц и 50 мирных жителей, обвиняемых в планировании свержения власти и восстановления полномочий бывшего президента Джафара Нимейри.

### Переворот
30 июня 1989 года военные офицеры во главе с полковником Омаром аль-Баширом при поддержке Национального исламского фронта (НИФ) свергли правительство Садыка аль-Махди, заявив, что хотят спасти страну от «гнилых политических партий».
После переворота власть перешла к Совету командования революцией национального спасения (СКРНС) в составе 15 офицеров во главе с генералом Омаром аль-Баширом. Генерал Аль-Башир стал президентом, главой государства, премьер-министром и главнокомандующим вооруженными силами.
СКРНС объявил о приостановлении действия временной Конституции 1985 года, роспуске парламента, домашнем аресте всех членов правительства, ряда высокопоставленных военных, чиновников, политических и общественных деятелей, запрещении всех политических партий, о закрытии газет левой и центристской направленности, ограничении деятельности профсоюзов.
Добившись определённой стабилизации обстановки в стране, СКРНС в декабре 1990 объявил доктриной правящего режима курс на «исламизацию». В этих условиях в Судане стала возрастать роль Национального исламского фронта.